# Karl Eduard Rothschuh
Karl Eduard Rothschuh (né le 6 juillet 1908 à Aix-la-Chapelle et mort le 3 septembre 1984 à Münster) est un physiologiste cardiaque allemand et historien de la médecine.

## Biographie
Karl E. Rothschuh est le fils d'un médecin et étudie au lycée humaniste d'Aix-la-Chapelle (de), qu'il quitte en 1924 pour commencer un apprentissage agricole. En 1929, il obtient son diplôme de fin d'études à l'école d'agriculture de Bonn-Poppelsdorf. En 1930, il rattrape son Abitur et commence des études de médecine aux universités de Hambourg et de Munich au semestre d'hiver 1930/31, qu'il poursuit en 1932/33 à Francfort-sur-le-Main et termine le 27 janvier 1936 à Berlin avec l'examen d'État. Avec le médecin et théoricien médical de Francfort Richard Koch (de), qui émigre en Union soviétique en 1935, Rothschuh trouve un soutien pour sa première publication scientifique Theoretische Biologie und Medizin, qui apparaît sous forme de livre en 1936 et est acceptée comme thèse de doctorat par l'historien médical berlinois Paul Diepgen (de).
Après avoir obtenu son doctorat en 1937 et effectué son stage médical à Aix-la-Chapelle et à Dresde, Rothschuh travaille en 1937 comme médecin stagiaire avec Louis Ruyter Radcliffe Grote (de) à l'hôpital de la ville de Dresde. Le 1er novembre 1937, il commence à travailler comme assistant scientifique planifié sous Erich Schütz (de) à l'Institut de physiologie de l'Université de Münster. Il y obtient son habilitation en 1941 avec son ouvrage Über den Anteil von Fernpotentialen am Aktionsstrombild des Herzens bei örtlicher Ableitung, qui est récompensé par le prix Von Eicken en 1942, et est nommé privat-docent en physiologie en 1942. Après 1945, il rétablit l'enseignement de la physiologie à Münster et, à partir de 1947, il enseigne également l'histoire de la médecine. En février 1948, il est nommé professeur. De 1949 à 1951, il est en congé à Münster et occupe la chaire de physiologie à l'Université de Wurtzbourg sur une base suppléante. De retour à Münster, il est nommé assistant principal à l'Institut de physiologie en 1952 et professeur associé en 1956. Entre 1938 et 1956, il publie de nombreux ouvrages originaux, notamment sur l'électrophysiologie du cœur, qui sont importants pour l'évaluation diagnostique de l'électrocardiogramme. Son premier ouvrage standard d'histoire médicale Geschichte der Physiologie est publié en 1953, son ouvrage principal sur la théorie médicale et scientifique Theorie des Organismus en 1959.
En 1960, Rothschuh est nommé directeur du nouvel institut d'histoire médicale et en 1962, il est nommé professeur d'histoire de la médecine à Münster. Son intérêt historique porte sur l'histoire des problèmes physiologiques de base et les voies empruntées par les médecins et les philosophes de tous les temps pour résoudre des questions fondamentales sur la nature de la vie, l'origine de la maladie et l'interaction du corps et de l'âme. Des investigations approfondies portent sur les concepts et les méthodes médicales de René Descartes, Claude Bernard, Friedrich Hoffmann, Alexander von Humboldt, Friedrich Oesterlen (de), l'histoire de l'électrophysiologie, la médecine romantique, l'iatromagie et l'histoire du mouvement naturopathique, entre autres. De plus, il se préoccupe des problèmes de l'histoire générale des sciences tels que l'origine et le contexte des découvertes, les causes des « révolutions » scientifiques, le problème de la pertinence et la responsabilité du chercheur. En 1965, il fonde la Société pour l'histoire des sciences (de), dont il devient président d'honneur en 1973. En 1973, il prend sa retraite. En 1978, son synopsis médico-historique des Konzepte der Medizin in Vergangenheit und Gegenwart est publié. Parmi ses étudiants se trouvait le philologue, neurologue, psychiatre et historien médical Klemens Diecköfer, qui écrit sa thèse sur l'histoire médicale avec Rothschuh.

### Activités sous le national-socialisme
Dès le début de ses années d'études à Berlin, Rothschuh est membre de l'Union des étudiants national-socialistes (jusqu'en 1935) et est (probablement jusqu'en 1938) membre de la SA. En 1936, Rothschuh suit un cours à l'école de direction de l'Association médicale allemande (de) à Alt Rehse. Il écrit un rapport à ce sujet pour le magazine Der Jungarzt, dans lequel il est dit, entre autres : « À Alt-Rehse, nous, médecins, obtenons cette certitude intérieure de l'action médicale, qui doit être alignée uniquement selon l'ordre du chef. Le peuple allemand doit devenir le peuple le plus sain et le plus fort d'Europe". En 1940, il demande l'adhésion au NSDAP. Depuis que le chef de l'institut, Erich Schütz, est détaché à Berlin en 1939 à l'Institut de recherche médicale de l'aviation, qui est subordonné au ministre de l'aviation du Reich Hermann Göring, Rothschuh est chargé de maintenir l'enseignement à Münster et est libéré du service militaire pour cette tâche. Contrairement aux déclarations de Klee, qui sont basées sur un manuscrit non publié de l'historien médical zurichois Christoph Mörgeli, rien n'indique que Rothschuh ait mené des recherches médicales militaires pour le compte du ministère de l'Aviation du Reich ou a été impliqué dans des projets médicaux aéronautiques.

### Adhésions,honneurs
- 1942 Prix von Eicken (de) de physiologie
- 1968 Membre effectif de l'Académie internationale d'histoire des sciences
- 1969 Académie allemande des sciences naturelles Léopoldine
- 1970 Membre honoraire de la Royal Society of Medicine de Londres
- 1974 Académie des sciences de Rhénanie-Westphalie
- 1978 Président honoraire de la Société d'histoire des sciences

## Travaux (sélection)
- Theoretische Biologie und Medizin. Zur biologischen Grundlegung und Wissenschaftstheorie der Medizin. Junker und Dünnhaupt, Berlin 1936 (= Neue Deutsche Forschungen. Band 83: Abteilung Geschichte der Medizin und der Naturwissenschaften. Band 2). Zugleich Dissertation Universität Berlin.
- Über den Anteil von Fernpotentialen am Aktionsstrombild des Herzens bei örtlicher Ableitung. In: Zeitschrift für die gesammte experimentelle Medizin. Band 110, 1942, S. 154–215.
- Zur Geschichte der Pathologie des Blutes, insbesondere zur Lehre von den Schärfen, Krasen und anderen Fehlern der Säfte. Zugleich ein Beitrag zur Geschichte der Humoralpathologie zwischen 1750 und 1850. In: Sudhoffs Archiv. Band 35, 1942, S. 293–311.
- Geschichte der Physiologie. Berlin/Göttingen/Heidelberg 1953.
  - Englische Übersetzung: History of Physiology. Übersetzt und herausgegeben von Guenter B. Risse. Huntington/New York 1973.
- Theorie des Organismus. Bios–Psyche–Pathos. München/Berlin 1959; 2., erweiterte Auflage ebenda 1963.
- als Hrsg.: Von Boerhaave bis Berger. Die Entwicklung der kontinentalen Physiologie im 18. und 19. Jahrhundert mit besonderer Berücksichtigung der Neurophysiologie. Stuttgart 1964 (= Medizin in Geschichte und Kultur. Band 5).
- Prinzipien der Medizin. 1965.
- Physiologie: Der Wandel ihrer Konzepte, Probleme und Methoden vom 16. bis 19. Jahrhundert. 1968.
- Technomorphes Lebensmodell contra Virtus-Modell. In: Sudhoffs Archiv. Band 54, 1970, S. 337–354.
- Laudatio ranae exploratae. In: Sudhoffs Archiv. Band 57, 1973, S. 231–244.
- Iatromagie: Begriff, Merkmale, Motive, Systematik. Opladen 1978 (= Vorträge, Rheinisch-Westfälische Akademie der Wissenschaften: Geisteswissenschaften. Band 225).
- Konzepte der Medizin in Vergangenheit und Gegenwart. Hippokrates-Verlag, Stuttgart 1978.
- Richard Hermann Koch (1882–1949). Arzt, Medizinhistoriker, Medizinphilosoph (Biographisches, Ergographisches). In: Medizinhistorisches Journal. Band 15, 1980, S. 16–43 und 223–243.
- Naturheilbewegung, Reformbewegung, Alternativbewegung. Stuttgart 1983; Neudruck Wissenschaftliche Buchgesellschaft, Darmstadt 1986.